# آلون إن ذا دارك 3
آلون إن ذا دارك 3 (بالإنجليزية: Alone in the Dark 3)‏ ، هي لعبة فيديو من نوع رعب البقاء، أنتجت سنة 1994م، وتعد الجزء الثالث من سلسلة ألعاب الرعب الشهيرة آلون إن ذا دارك.

## وصلات خارجية
- آلون إن ذا دارك 3 على موقع IMDb (الإنجليزية)
- آلون إن ذا دارك 3 على موبي غيمز